# 房玄龄
| 中國二十四史 | 中國二十四史   | 中國二十四史 | 中國二十四史 | 中國二十四史 |
| 次序         | 書名           | 作者         | 作者         |              |
| 次序         | 書名           | 姓名         | 時代         |              |
| ------------ | -------------- | ------------ | ------------ | ------------ |
| 1            | 史记           | 司馬遷       | 西漢         |              |
| 2            | 汉书           | 班固         | 東漢         |              |
| 3            | 后汉书         | 范曄         | 劉宋         |              |
| 4            | 三國志         | 陈寿         | 西晋         |              |
| 5            | 晋书           | 房玄龄等     | 唐           |              |
| 6            | 宋书           | 沈约         | 蕭梁         |              |
| 7            | 南齐书         | 萧子显       | 蕭梁         |              |
| 8            | 梁书           | 姚思廉       | 唐           |              |
| 9            | 陈书           | 姚思廉       | 唐           |              |
| 10           | 魏书           | 魏收         | 北齐         |              |
| 11           | 北齐书         | 李百药       | 唐           |              |
| 12           | 周书           | 令狐德棻等   | 唐           |              |
| 13           | 南史           | 李延寿       | 唐           |              |
| 14           | 北史           | 李延寿       | 唐           |              |
| 15           | 隋书           | 魏徵等       | 唐           |              |
| 16           | 旧唐书         | 刘昫等       | 后晋         |              |
| 17           | 新唐书         | 欧阳修等     | 北宋         |              |
| 18           | 旧五代史       | 薛居正等     | 北宋         |              |
| 19           | 新五代史       | 欧阳修       | 北宋         |              |
| 20           | 宋史           | 脱脱等       | 元           |              |
| 21           | 辽史           | 脱脱等       | 元           |              |
| 22           | 金史           | 脱脱等       | 元           |              |
| 23           | 元史           | 宋濂等       | 明           |              |
| 24           | 明史           | 张廷玉等     | 清           |              |
| 相關         | 東觀漢記       | 劉珍等       | 東漢         |              |
| 相關         | 新元史         | 柯劭忞       | 民國         |              |
| 相關         | 清史稿         | 趙爾巽等     | 民國         |              |
| 相關         | 點校本二十四史 | 顧頡剛等     | 共和國       |              |

房玄龄（579年—648年8月18日），名乔，字玄龄，以字行，其神道碑则作名玄龄。清朝为避圣祖讳，又作房元龄。齐州临淄县（今山东省淄博市臨淄區）人，唐朝初年名相、凌煙閣二十四功臣之一。

## 生平

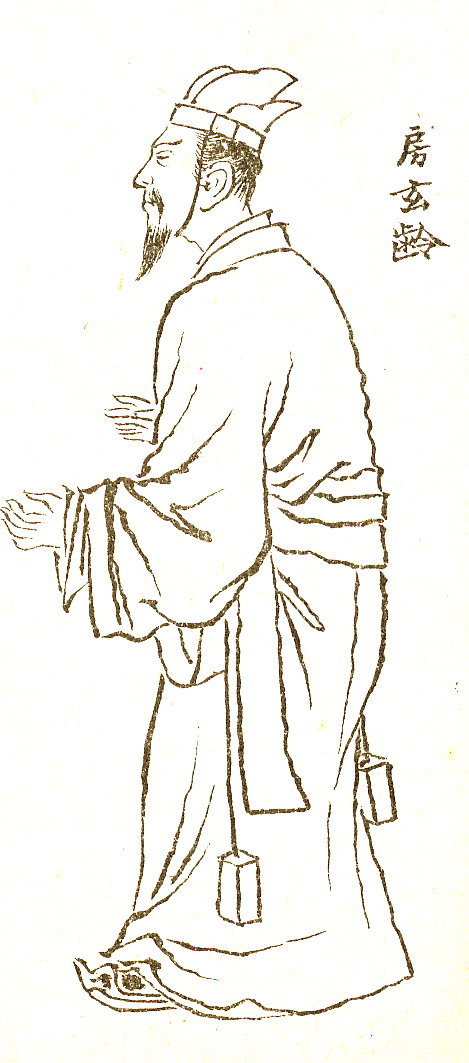
房玄龄畫像

房玄龄曾祖房翼是北魏镇远将军、宋安郡太守，袭爵壮武伯。祖父房熊字子绎是州主簿，父亲房彦谦喜好学习，通读《五经》，在隋朝出任泾阳县县令、司隶刺史，《隋书》中有传记。
房玄龄18岁时本州举进士，授羽骑尉。隋末天下大乱，房玄龄在渭北投秦王李世民后，为秦王参谋划策，典管书记，是秦王得力的谋士之一。唐朝武德九年（626年），他参与玄武门之变，与杜如晦、长孙无忌、尉迟敬德、侯君集五人并功第一。唐太宗李世民即位后，房玄龄为中书令；贞观三年（629年）二月为尚书左仆射；贞观十一年（637年）封梁国公；贞观十六年（642年）七月进位司空，仍综理朝政。贞观二十二年七月廿四癸卯日（648年8月18日），房玄龄病逝，谥文昭，追贈太尉。
唐高宗永徽三年，玄齡次子房遺愛與其妻高陽公主被指謀反，遺愛被處死，公主被賜自盡，諸子被發配流放到嶺表。玄齡嗣子遺直也被連累，被貶為銅陵尉。房玄龄配享太庙的待遇也因而被停止。
因房玄龄善谋，而杜如晦处事果断，因此人称“房谋杜断”。后世以他和杜如晦为良相的典范，合称“房、杜”。《新唐书》本传对房的评价是“玄龄当国，夙夜勤强，任公竭节，不欲一物失所。无媢忌，闻人善，若己有之。明达吏治，而缘饰以文雅，议法处令，务为宽平。不以己长望人，取人不求备，虽卑贱皆得尽所能。或以事被让，必稽颡请罪，畏惕，视若无所容”。

## 評價

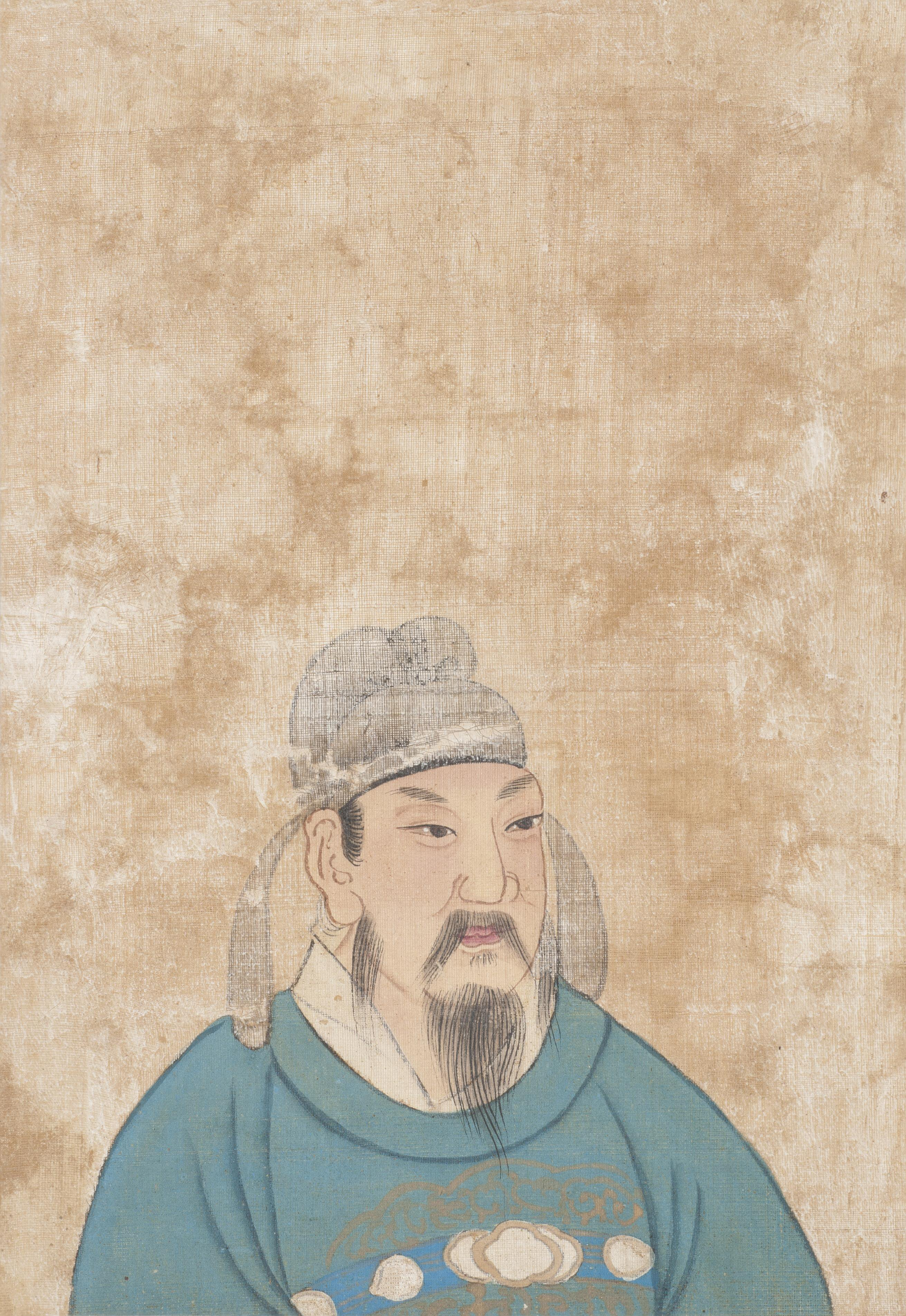
房玄齡像

唐朝史官柳芳評：「玄齡佐太宗定天下，及終相位，凡三十二年，天下號為賢相；然無跡可尋，德亦至矣。故太宗定禍亂而房、杜不言功，王、魏善諫諍而房、杜讓其賢，英、衛善將兵而房、杜行其道，理致太平，善歸人主。為唐宗臣，宜哉！」

## 籍贯争议

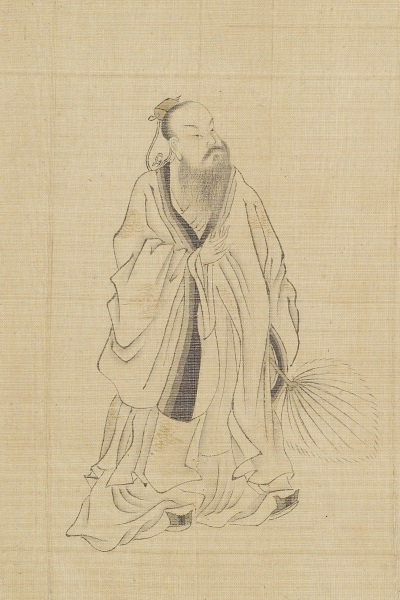
房玄龄肖像

唐人墓志所称某地人，多指郡望所在。故房玄龄墓志依清河房氏郡望，称其“清河郡县人也”。关于房玄龄故乡、籍贯所在，多有争议。

## 家庭

### 夫人
- 盧氏[7]

### 子女
- 房遺直，太中大夫、檢校國子司業、禮部尚書、梁国公
  - 孫：房燕客（白州司馬）
    - 曾孫：房習祖（太子舍人）
      - 玄孫：房愿（718-746年）（吏部常選）

  - 孫：房隱名（博平郡司兵參軍）
    - 曾孫：房公曾（郾城縣丞）
      - 玄孫：房守獻（706-742年），字偘，十五岁襲封梁国公，历任薛王府典籖、鄂王府功曹、滎陽郡司户參軍。
- 房遺愛
- 房遺則
- 房遗成[8]
- 房遗忠[8]
- 房遗义，太子舍人、穀州刺史，
  - 孫：房承先（678-715年），東海郡録事參軍。夫人吴氏
    - 曾孫：房安禹，開封縣尉、右驍衛騎曹、襄州功曹、南阳令
- 房氏，韩王李元嘉王妃[9][10]
- 房氏，嫁唐朝使持节、亳州诸军事、亳州刺史郑仁恺，封清河郡君[11]
- 房氏，第三女，嫁唐朝左监门率府兵曹参军王约[12]

## 著作
房玄龄監修了二十四史之一的《晋书》。

## 軼事
唐太宗曾賜给房玄齡美女，房玄龄多次拒绝不接受，唐太宗于是让长孙皇后召见卢夫人，告知媵妾如今是有常规制度的，而且房玄龄年纪已大，唐太宗想要有所优待。卢夫人心志专一坚定不答应。唐太宗派人对她说：“如果这样你是要不妒忌而生，还是妒忌而死？”卢夫人回答说：“宁愿妒忌而死。”唐太宗于是派人倒酒给卢夫人，说：“如果这样，可以喝下这毒酒。”卢夫人一饮而尽，没有任何无理阻挠。唐太宗说：“我尚且都畏惧如此女子，何况房玄龄！”

## 其他
房玄龄和李玄道是亲戚，《旧唐书》和《新唐书》记载房玄龄是李玄道的表外甥，《资治通鉴》则记载李玄道是房玄龄的表外甥。

## 房玄龄碑
全称《大唐故尚书左仆射司空太子太傅上柱国赠太尉并州都督梁文昭公之碑文》，现位于陕西醴泉县昭陵博物馆。宋赵明诚《金石录》云：《房玄龄碑》“其后题‘修国史河南公’而名姓残缺者，褚遂良也”。褚遂良在永徽三年（652年）征拜吏部尚书、同中书门下三品，监修国史，则可推知房玄龄碑立于永徽三年之内。

## 延伸阅读
- 《旧唐书·房玄龄杜如晦列传第十六》
- 《新唐书·房杜列传第二十一》
- 《隋唐嘉話·中》

| 前任： 杨恭仁   | 唐朝中书令 626年－629年     | 繼任： 温彦博 |
| 前任： 萧瑀     | 唐朝尚书左仆射 629年－648年 | 繼任： 李世勣 |
| 前任： 长孙无忌 | 唐朝司空 642年－648年       | 繼任： 李恪   |